# 腸毒素
腸毒素（英語：Enterotoxin）是一類由某些細菌（如金黃色葡萄球菌、大腸桿菌、霍亂弧菌等）產生的外毒素，能夠作用於腸道上皮細胞，引發腸胃炎、食物中毒等腸道相關症狀，如嘔吐、腹瀉、脫水等。

## 機制
腸毒素通常為蛋白質性質，具熱穩定性，即使加熱仍可能保持活性。它們可與腸道細胞膜上的受體結合，促進腺苷酸環化酶（adenylate cyclase）或鳥苷酸環化酶（guanylate cyclase）活性，導致細胞內cAMP或cGMP上升，使水分與電解質從腸道細胞分泌入腸腔，引發水樣腹瀉。
部分腸毒素（如葡萄球菌腸毒素）可直接刺激腸神經系統，進一步觸發延腦內的嘔吐中樞，導致噁心與嘔吐。

## 分類
不同細菌產生的腸毒素依來源與性質可分為數種型別：
- 金黃色葡萄球菌腸毒素：根據抗原性分為A至I型（SEA至SEI），其中A型最常見。具有高度耐熱性，可引起急性食物中毒。[2]
- 大腸桿菌腸毒素：

```
 * 
耐熱腸毒素
（ST，heat-stable）：小分子肽類，刺激鳥苷酸環化酶。
 * 
耐熱不穩定腸毒素
（LT，heat-labile）：類似霍亂毒素，刺激腺苷酸環化酶。
```

- 霍亂毒素：由霍亂弧菌分泌，為典型的腸毒素，可導致嚴重霍亂樣水樣腹瀉。

## 臨床意義
腸毒素相關感染多因攝入受污染食物或水源而引發，潛伏期短，起病急，常見症狀包括：
- 噁心、嘔吐
- 腹瀉（水樣便、無膿血）
- 腹痛、脫水、虛弱

大多數患者為自限性病程，少數需補液或支持療法。嚴重者（如嬰幼兒、老年人或免疫抑制者）可能因脫水與電解質失衡而出現併發症。

## 防治
- 加熱食物（部分腸毒素如葡萄球菌毒素對熱仍具抵抗力）
- 注重食品保存（避免高溫潮濕環境中存放食物）
- 加強個人與環境衛生
- 避免飲用未經處理的水源

## 其他
- 金黃色葡萄球菌
- 大腸桿菌
- 霍亂